# Liste des musées en Floride

## Liste
| Nom du musée                                                            | Ville                | Type                    | Notes |
| ----------------------------------------------------------------------- | -------------------- | ----------------------- | --- |
| A. E. Backus Gallery & Museum                                           | Fort Pierce          | Multi                   | web |
| Afro-Américain Museum of the Arts                                       | DeLand               | Ethnique-Afro-Américain | web |
| Ah-Tah-Thi-Ki Museum                                                    | Clewiston            | Ethnique-Amérindien     | web Dirigé par les Séminoles.                                                                                         |
| Ah-Tah-Thi-Ki Museum at Okalee Village                                  | Hollywood            | Ethnique-Amérindien     | web Dirigé par les Séminoles.                                                                                         |
| Air Force Armament Museum                                               | Eglin Air Force Base | Militaire               | web |
| Air Force Space & Missile Museum                                        | Cap Canaveral        | Aviation                | |
| Airport Museum                                                          | Melbourne            | Aviation                | |
| Albin Polasek Museum and Sculpture Gardens                              | Winter Park          | Art                     | web |
| Alexander Brest Museum and Gallery                                      | Jacksonville         | Art                     | web |
| Alfred B. Maclay Gardens State Park                                     | Tallahassee          | Maison historique       | web |
| Amelia Island Museum of History                                         | Fernandina Beach     | Histoire locale         | web |
| American Police Hall of Fame & Museum                                   | Titusville           | Hall of fame            | web |
| American Water Ski Educational Foundation Hall of Fame and Museum       | Polk City            | Hall of fame            | web également connu comme Water Ski Hall of Fame.                                                                     |
| Anita S. Wooten Gallery                                                 | Orlando              | Art                     | web au Valencia Community College, East Campus.                                                                       |
| Anna Lamar Switzer Center for Visual Arts                               | Pensacola            | Art                     | web |
| Ann Norton Sculpture Gardens                                            | West Palm Beach      | Art                     | web |
| Anna Maria Island Historical Museum                                     | Anna Maria Island    | Histoire locale         | web |
| Antique Boat Museum                                                     | Mount Dora           | Maritime                | |
| Apalachicola Maritime Museum                                            | Apalachicola         | Maritime                | web |
| Appleton Museum of Art                                                  | Ocala                | Art                     | web Central Florida Community College.                                                                                |
| Armory Art Center                                                       | West Palm Beach      | Art                     | web |
| Art and Culture Center of Hollywood                                     | Hollywood            | Art                     | web |
| Art Center Sarasota                                                     | Sarasota             | Art                     | web |
| Art Gallery, The                                                        | Pembroke Pines       | Art                     | web au Broward Community College South Campus.                                                                        |
| Art League of Daytona Beach Gallery                                     | Daytona Beach        | Art                     | web |
| Art Space                                                               | Homestead            | Art                     | sur le campus Homestead, Miami Dade College                                                                           |
| Arts Center, The                                                        | St. Petersburg       | Art                     | web |
| ArtCenter/South Florida                                                 | Miami Beach          | Art                     | web |
| Audubon House & Tropical Gardens                                        | Key West             | Maison historique       | web |
| Bailey-Matthews Shell Museum                                            | Sanibel              | Science                 | web |
| Baker Block Museum                                                      | Baker                | Histoire locale         | web |
| Barnacle Historic State Park, The                                       | Coconut Grove        | Maison historique       | web |
| Bass Museum                                                             | Miami Beach          | Art                     | web |
| Bay of Pigs Museum and Library                                          | Miami                | Ethnique-Cubain         | web |
| Beaches Museum & History Center                                         | Jacksonville         | Histoire locale         | web |
| Bellevue Plantation                                                     | Tallahassee          | Histoire locale         | |
| Bill Baggs Cape Florida State Park                                      | Key Biscayne         | Phare                   | web |
| Black Heritage Museum                                                   | Miami                | Ethnique-Afro-Américain | |
| Black Heritage Museum                                                   | Middleburg           | Ethnique-Afro-Américain | |
| Black Heritage Museum                                                   | New Smyrna Beach     | Ethnique-Afro-Américain | |
| Bob Rauschenberg Gallery                                                | Fort Myers           | Art                     | web au collège Edison, Lee Campus.                                                                                    |
| Boca Express Train Museum                                               | Boca Raton           | Chemin de fer           | web |
| Boca Raton Historical Society & Museum                                  | Boca Raton           | Histoire locale         | web |
| Boca Raton Museum of Art                                                | Boca Raton           | Art                     | web |
| Bonnet House Museum & Gardens                                           | Fort Lauderdale      | Maison historique       | web |
| Brevard Art Museum                                                      | Melbourne            | Art                     | |
| Brevard Community College Planetarium & Observatory                     | Cocoa                | Science                 | web |
| Brevard Museum of History & Natural Science                             | Cocoa                | Science                 | web |
| Bryan Museum of Southern History                                        | Jacksonville         | Histoire                | web |
| Buehler Planetarium and Observatory                                     | Davie                | Astronomie              | web Télescope et planetarium.                                                                                         |
| Bulow Plantation Ruins Historic State Park                              | Bunnell              | Histoire locale         | web |
| Burroughs Home                                                          | Fort Myers           | Maison historique       | web |
| Burt Reynolds & Friends Museum                                          | Jupiter              | Biographie              | web |
| Calusa Nature Center and Planetarium                                    | Fort Myers           | Science                 | web |
| Camp Blanding Museum                                                    | Starke               | Militaire               | web |
| Camp Gordon Johnston Museum                                             | Carrabelle           | Militaire               | web |
| Camp Walton Schoolhouse Museum                                          | Fort Walton Beach    | Histoire locale         | web |
| Cape Coral Historical Museum                                            | Cape Coral           | Histoire locale         | web |
| Cason Cottage Museum                                                    | Delray Beach         | Maison historique       | web |
| Catherine Street Fire Museum                                            | Jacksonville         | Pompier                 | web |
| Cedar Key Historical Museum                                             | Cedar Key            | Histoire locale         | web |
| Cedar Key Museum State Park                                             | Cedar Key            | Histoire locale         | web |
| Central Florida Railroad Museum                                         | Winter Garden        | Chemin de fer           | web |
| Centre Gallery                                                          | Miami                | Art                     | At Wolfson Campus, Miami Dade College                                                                                 |
| Charlotte County Historical Center                                      | Charlotte Harbor     | Histoire locale         | web |
| Enfants Museum of Boca Raton                                            | Boca Raton           | Enfants                 | web |
| Enfants Museum of Naples                                                | Naples               | Enfants                 | web |
| Enfants Museum of the Highlands                                         | Sebring              | Enfants                 | web |
| Enfants Science Explorium                                               | Boca Raton           | Enfants                 | web |
| Civil War Soldiers Museum                                               | Pensacola            | Militaire               | web |
| Clewiston Museum                                                        | Clewiston            | Histoire locale         | |
| Coral Gables Merrick House                                              | Coral Gables         | Maison historique       | web |
| Coral Springs Museum of Art                                             | Coral Springs        | Art                     | web |
| Crane Point Museum, Nature Center & Historic Site                       | Marathon             | Histoire naturelle      | |
| Crealdé School of Art                                                   | Winter Park          | Art                     | web Alice & William Jenkins Gallery, Showalter Hughes Community Gallery, & Contemporary Sculpture Garden              |
| Coastal Heritage Museum                                                 | Crystal River        | Histoire locale         | « web »(Archive.org • Wikiwix • Archive.is • Google • Que faire ?)                                                    |
| Collier County Museum                                                   | Naples               | Histoire locale         | web |
| Colonial Spanish Quarter Museum                                         | Saint Augustine      | Histoire locale         | web |
| Conrad Center                                                           | DeLand               | Histoire locale         | web |
| Constitution Convention State Museum                                    | Port Saint Joe       | Histoire                | web |
| Cornell Fine Arts Museum                                                | Winter Park          | Art                     | web |
| Cornell Museum of Art & History                                         | Delray Beach         | Multi                   | web |
| Cracker Country                                                         | Tampa                | Histoire vivante        | web au Florida State Fairgrounds.                                                                                     |
| Crowley Museum & Nature Center                                          | Sarasota             | Multi                   | web |
| Crystal River Archaeological State Park                                 | Crystal River        | Histoire locale         | web |
| Cubain Museum of Arts and Culture                                       | Miami                | Ethnique-Cubain         | |
| Cultural Center at Ponte Vedra Beach                                    | Ponte Vedra Beach    | Art                     | web |
| Musée d'Art et jardins de Cummer                                        | Jacksonville         | Multi                   | web |
| Dade Battlefield Historic State Park                                    | Bushnell             | Histoire locale         | web |
| De Soto National Memorial                                               | Bradenton            | Histoire                | web fait partie de l'U.S. National Park Service.                                                                      |
| DeBary Hall Historic Site                                               | DeBary               | Maison historique       | web |
| Deering Estate at Cutler                                                | Miami                | Art                     | web |
| DeLand House Museum                                                     | DeLand               | Maison historique       | web |
| DeLand Memorial Hospital Museum                                         | DeLand               | Médecine                | web |
| DeLand Naval Air Station Museum                                         | DeLand               | Militaire               | web |
| Depot Museum                                                            | Avon Park            | Chemin de fer           | web |
| Destin History & Fishing Museum                                         | Destin               | Multi                   | web |
| Don Garlits Museum of Drag Racing                                       | Ocala                | Automobile              | web |
| Donkey Milk House                                                       | Key West             | Maison historique       | |
| Dr. Carter G. Woodson African-American History Museum                   | St. Petersburg       | Ethnique-Afro-Américain | web |
| Duncan Gallery of Art                                                   | DeLand               | Art                     | web fait partie de la Stetson University.                                                                             |
| Dunedin Fine Art Center                                                 | Dunedin              | Art                     | web |
| Dunedin Historical Society and Museum                                   | Dunedin              | Histoire locale         | web |
| Edison and Ford Winter Estates                                          | Fort Myers           | Maison historique       | web |
| Elliott Museum                                                          | Stuart               | Multi                   | |
| Maison-musée d'Ernest Hemingway                                         | Key West             | Maison historique       | |
| Eustis Historical Museum                                                | Eustis               | Histoire locale         | web |
| Explorations V Enfants Museum                                           | Lakeland             | Enfants                 | web |
| Fine Arts Gallery, The                                                  | Davie                | Art                     | web au Broward Community College (A. Hugh Adams Campus).                                                              |
| Flagler Museum                                                          | Palm Beach           | Histoire locale         | web |
| Florida Adventure Museum                                                | Punta Gorda          | Histoire locale         | |
| Florida Agricultural Museum                                             | Palm Coast           | Histoire locale         | web |
| Florida Air Museum at Sun 'n Fun                                        | Lakeland             | Aviation                | web |
| Florida Atlantic University, University Galleries                       | Boca Raton           | Art                     | web |
| Florida Black Archives, Research Center and Museum, The                 | Tallahassee          | Ethnique-Afro-Américain | web |
| Florida Carriage Museum & Resort                                        | Weirsdale            | Transport               | web |
| Florida Heritage Museum                                                 | Saint Augustine      | Histoire locale         | |
| Florida Holocaust Museum                                                | St. Petersburg       | Ethnique-Juif           | |
| Florida International Museum                                            | St. Petersburg       | Multi                   | web affilié à la Smithsonian Institution.                                                                             |
| Florida Militaire Aviation Museum                                       | St. Petersburg       | Aviation                | Fermé depuis 2007. |
| Florida Museum of Natural History                                       | Gainesville          | Science                 | |
| Florida Pioneer Museum                                                  | Florida City         | Histoire locale         | |
| Florida Power & Light Historical Museum                                 | North Palm Beach     | Industrie               | |
| Florida Railroad Museum                                                 | Parrish              | Chemin de fer           | web Includes train rides.                                                                                             |
| Florida Sports Hall of Fame                                             | Lake City            | Sports memorabilia      | web fermé en 2003; devrait rouvrir à Auburndale                                                                       |
| Flying Tigers Warbird Restoration Museum                                | Kissimmee            | Aviation                | |
| Forest Capital State Museum                                             | Perry                | Industrie               | web |
| Fort Caroline National Memorial                                         | Jacksonville         | Histoire                | web géré par l'U.S. National Park Service.                                                                            |
| Fort Clinch State Park                                                  | Fernandina Beach     | Histoire locale         | web |
| Fort Christmas Museum                                                   | Christmas            | Histoire locale         | web |
| Fort East Martello Museum & Gardens                                     | Key West             | Multi                   | web |
| Fort Lauderdale Historical Society                                      | Fort Lauderdale      | Histoire locale         | web |
| Fort Walton Beach Art Museum                                            | Fort Walton Beach    | Art                     | |
| Fort Zachary Taylor Historic State Park                                 | Key West             | Histoire locale         | web |
| Foster-Tanner Fine Arts Gallery                                         | Tallahassee          | Art                     | web |
| Frances Wolfson Gallery                                                 | Miami                | Art                     | At Wolfson Campus, Miami Dade College                                                                                 |
| Fred Bear Museum                                                        | Gainesville          | Sports                  | |
| Fred Dana Marsh Museum                                                  | Ormond Beach         | Multi                   | web au Tomoka State Park.                                                                                             |
| Frost Art Museum                                                        | Miami                | Art                     | At Florida International University.                                                                                  |
| Ft. Lauderdale Antique Car Museum                                       | Fort Lauderdale      | Automobile              | web |
| G.WIZ, The Hands-On Science Museum                                      | Sarasota             | Science                 | web |
| Gallery North                                                           | Miami                | Art                     | At North Campus, Miami Dade College                                                                                   |
| Gamble Plantation Historic State Park                                   | Ellenton             | Maison historique       | web |
| Gillespie Museum                                                        | DeLand               | Science                 | web à la Stetson University.                                                                                          |
| Glazer Enfants Museum                                                   | Tampa                | Enfants                 | web aussi connu comme le Kid City, the Enfants Museum of Tampa.                                                       |
| Gold Coast Railroad Museum                                              | Miami                | Chemin de fer           | web |
| Goodwood Museum and Gardens                                             | Tallahassee          | Histoire locale         | web |
| Government House Museum                                                 | Saint Augustine      | Maison historique       | web |
| Great Explorations, The Enfants Museum                                  | St. Petersburg       | Enfants                 | |
| Gulf Beaches Historical Museum                                          | St. Petersburg       | Histoire locale         | web |
| Gulf Coast Community College Art Gallery                                | Panama City          | Art                     | |
| Gulf Coast Museum of Art                                                | Largo                | Art                     | |
| Haitien Heritage Museum                                                 | Miami                | Ethnique-Haitien        | web |
| Halifax Historical Museum                                               | Daytona Beach        | Histoire locale         | web |
| Harbor Branch Oceanographic Museum                                      | Fort Pierce          | Science                 | web |
| Hamilton County Historical Museum                                       | Jasper               | Histoire locale         | |
| Hawthorne Historical Museum & Cultural Center                           | Hawthorne            | Multi                   | web |
| Henry B. Plant Museum                                                   | Tampa                | Histoire locale         | web |
| Heritage Museum of Northwest Florida                                    | Valparaiso           | Histoire locale         | web |
| Heritage Village                                                        | Largo                | Histoire vivante        | web |
| Hernando Heritage Museum                                                | Brooksville          | Histoire locale         | web |
| Hibel Museum of Art                                                     | Jupiter              | Art                     | web |
| Highlands Museum of the Arts                                            | Sebring              | Art                     | web |
| Hillsborough River State Park                                           | Thonotosassa         | Histoire locale         | web Réplique de Fort Foster                                                                                           |
| Historic Bok Sanctuary                                                  | Lake Wales           | Maison historique       | web |
| Historic Homestead Townhall Museum                                      | Homestead            | Histoire locale         | |
| Historic Pensacola's Museum of Commerce                                 | Pensacola            | Histoire locale         | web |
| Historic Pensacola's Museum of Industry                                 | Pensacola            | Histoire locale         | web |
| Historic Pensacola Village                                              | Pensacola            | Histoire locale         | web |
| Historic Rossetter House Museum                                         | Melbourne            | Maison historique       | web |
| Historic Smallwood Store                                                | Chokoloskee          | Histoire locale         | web |
| Historic Spanish Point                                                  | Osprey               | Multi                   | web |
| Historical Museum of Southern Florida                                   | Miami                | Multi                   | web |
| History of Diving Museum                                                | Islamorada           | Divers                  | web |
| Holocaust Documentation and Education Center                            | North Miami Beach    | Ethnique-Juif           | web |
| Holocaust Memorial                                                      | Miami                | Ethnique-Juif           | |
| Holocaust Memorial Resource and Education Center of Florida             | Maitland             | Ethnique-Juif           | web |
| Holocaust Museum of Southwest Florida                                   | Naples               | Ethnique-Juif           | web |
| Homeland Heritage Park                                                  | Bartow               | Histoire locale         | web |
| House of Refuge Museum at Gilbert's Bar                                 | Stuart               | Histoire locale         | |
| IGFA Fishing Hall of Fame & Museum                                      | Dania Beach          | Hall of fame            | web |
| Imaginarium Hands-On Museum                                             | Fort Myers           | Enfants                 | web |
| Immokalee Pioneer Museum                                                | Immokalee            | Histoire locale         | web |
| Indian River Citrus Museum                                              | Vero Beach           | Histoire locale         | Industrie des agrumes                                                                                                 |
| Indian Rocks Beach Historical Society & Museum                          | Indian Rocks Beach   | Histoire locale         | web |
| Indian Temple Mound Museum                                              | Fort Walton Beach    | Ethnique-Amérindien     | web |
| InterAmerican Art Gallery                                               | Miami                | Art                     | sur l'InterAmerican Campus, Miami Dade College                                                                        |
| International Swimming Hall of Fame                                     | Fort Lauderdale      | Hall of fame            | web |
| Jacksonville Maritime Museum                                            | Jacksonville         | Maritime                | web |
| James D. and Alice Butler House                                         | Deerfield Beach      | Maison historique       | |
| Jay I. Kislak Foundation                                                | Miami Lakes          | Multi                   | web |
| Jewish Museum of Florida                                                | Miami Beach          | Ethnique-Juif           | |
| John D. MacArthur Beach State Park                                      | North Palm Beach     | Science                 | web |
| The John G. Riley Center/Museum of African American History and Culture | Tallahassee          | Ethnique-Afro-Américain | web |
| John Gorrie State Museum                                                | Apalachicola         | Histoire locale         | |
| John Pennekamp Coral Reef State Park                                    | Key Largo            | Science                 | web |
| Junior Museum of Bay County                                             | Panama City          | Enfants                 | web |
| Jupiter Inlet Phare & Museum                                            | Jupiter              | Phare                   | web |
| Karpeles Manuscript Library Museum                                      | Jacksonville         | Divers                  | web |
| Kendall Art Gallery                                                     | Miami                | Art                     | At Kendall Campus, Miami Dade College                                                                                 |
| Kester Cottage                                                          | Pompano Beach        | Maison historique       | web |
| Kennedy Space Center Visitor Complex                                    | Merritt Island       | Science                 | web |
| Kent Gallery at FCCJ                                                    | Jacksonville         | Art                     | web Kent campus |
| Key West Heritage House Museum and Robert Frost Cottage                 | Key West             | Maison historique       | |
| Key West Phare & Keeper’s Quarters Museum, The                          | Key West             | Phare                   | web |
| Key West Museum of Art & History                                        | Key West             | Multi                   | web |
| Kingsley Plantation                                                     | Jacksonville         | Histoire locale         | web géré par l'U.S. National Park Service.                                                                            |
| Knott House Museum                                                      | Tallahassee          | Maison historique       | web |
| Koreshan State Historic Site                                            | Estero               | Maison historique       | web 1 et web 2 |
| LaBelle Heritage Museum                                                 | LaBelle              | Histoire locale         | web |
| Lake City/Columbia County Historical Museum                             | Lake City            | Histoire locale         | |
| Laura (Riding) Jackson Home                                             | Vero Beach           | Maison historique       | web |
| Lake County Historical Museum                                           | Tavares              | Histoire locale         | web |
| Lake Eustis Museum of Art                                               | Eustis               | Art                     | web |
| Lake Jackson Mounds Archaeological State Park                           | Tallahassee          | Histoire locale         | web |
| Lake Wales Museum and Cultural Center                                   | Lake Wales           | Histoire locale         | web également appelé The Depot.                                                                                       |
| Larimer Arts Center                                                     | Palatka              | Art                     | web |
| LaVilla Museum                                                          | Jacksonville         | Ethnique-Afro-Américain | web |
| Leepa-Rattner Museum of Art                                             | Tarpon Springs       | Art                     | web |
| Leesburg Historical Museum                                              | Leesburg             | Histoire locale         | web |
| LeMoyne Center for the Visual Arts                                      | Tallahassee          | Art                     | web |
| Leu House Museum                                                        | Orlando              | Maison historique       | web aux Harry P. Leu Gardens.                                                                                         |
| Liberty Bell Memorial Museum                                            | Melbourne            | Histoire                | |
| Phare Center for the Arts                                               | Jupiter              | Art                     | web |
| Lightner Museum                                                         | Saint Augustine      | Multi                   | |
| Lignumvitae Key Botanical State Park                                    | Islamorada           | Science                 | web |
| Loggerhead Marinelife Center                                            | Juno Beach           | Science                 | web |
| Longboat Key Center for the Arts                                        | Longboat Key         | Art                     | web |
| Lowe Art Museum                                                         | Coral Gables         | Art                     | At University of Miami                                                                                                |
| Maitland Art Center                                                     | Maitland             | Art                     | web |
| Maitland Historical Society Museum                                      | Maitland             | Histoire locale         | web |
| Manatee Village Historical Park                                         | Bradenton            | Histoire locale         | web |
| Mandarin Store and Post Office                                          | Jacksonville         | Histoire locale         | web |
| Marine Science Center                                                   | Ponce Inlet          | Science                 | web |
| Marine Science Education Center                                         | Mayport              | Science                 | web |
| Marion County Museum of History                                         | Ocala                | Histoire locale         | |
| Maritime & Yachting Museum                                              | Stuart               | Maritime                | |
| Mark and Margerie Pabst Visitor Center & Gallery                        | New Smyrna Beach     | Art                     | web fait partie de l'Atlantic Center for the Arts.                                                                    |
| Marjorie Kinnan Rawlings Historic State Park                            | Cross Creek          | Histoire locale         | web |
| Mary Brogan Museum of Art and Science, The                              | Tallahassee          | Multi                   | |
| Matheson Museum                                                         | Gainesville          | Maison historique       | web |
| McLarty Treasure Museum                                                 | Vero Beach           | Maritime                | Exposition du trésor de la flotte espagnole de 1715.                                                                  |
| Mel Fisher Maritime Heritage Museum                                     | Key West             | Maritime                | |
| Mel Fisher's Treasure Museum                                            | Sebastian            | Maritime                | |
| Mennello Museum of American Art, The                                    | Orlando              | Art                     | web |
| Miami Enfants Museum                                                    | Miami                | Enfants                 | |
| Miami Science Museum                                                    | Miami                | Science                 | web |
| Micanopy Historical Society Museum                                      | Micanopy             | Histoire locale         | web |
| Middleburg Historical Museum                                            | Middleburg           | Histoire locale         | |
| Militaire Heritage & Aviation Museum                                    | Punta Gorda          | Militaire               | web |
| Militaire Sea Services Museum                                           | Sebring              | Militaire               | |
| Mission San Luis                                                        | Tallahassee          | Histoire locale         | web |
| Moccasin Lake Nature Park                                               | Clearwater           | Science                 | web |
| Morikami Museum and Japanese Gardens                                    | Delray Beach         | Ethnique-Japonais       | web |
| Morningside Nature Center                                               | Gainesville          | Science                 | web |
| Morse Museum                                                            | Winter Park          | Art                     | web Also known as the Charles Hosmer Morse Museum of American Art.                                                    |
| Mound House, The                                                        | Fort Myers Beach     | Histoire locale         | web |
| Mound Key Archeological State Park                                      | Estero               | Ethnique-Amérindien     | web Managed by Koreshan State Historic Site.                                                                          |
| Mount Dora Center for the Arts                                          | Mount Dora           | Art                     | web |
| Mulberry Phosphate Museum                                               | Mulberry             | Science                 | web |
| Musée d'art de Fort Lauderdale                                          | Fort Lauderdale      | Art                     | |
| Museum of Arts and Sciences                                             | Daytona Beach        | Multi                   | |
| Musée d'art contemporain                                                | North Miami          | Art                     | |
| Musée d'art contemporain de Jacksonville                                | Jacksonville         | Art                     | web |
| Museum of Discovery and Science                                         | Fort Lauderdale      | Science                 | web |
| Museum of Fine Arts                                                     | St. Petersburg       | Art                     | |
| Museum of Fine Arts Florida State University                            | Tallahassee          | Art                     | web |
| Museum of Florida Art                                                   | DeLand               | Art                     | web |
| Museum of Florida Histoire                                              | Tallahassee          | Histoire                | |
| Museum of Geneva History                                                | Geneva               | Histoire locale         | web |
| Museum of local history (Milton, Florida)                               | Milton               | Histoire locale         | web |
| Museum Of Man In The Sea                                                | Panama City          | Maritime                | web |
| Museum of Polo & Hall of Fame                                           | Lake Worth           | Hall of fame            | web |
| Museum of Science & Histoire                                            | Jacksonville         | Multi                   | web |
| Museum of Science and Industry                                          | Tampa                | Multi                   | |
| Museum of the Americas                                                  | Doral                | Art                     | web |
| Museum of the City of Lake Worth                                        | Lake Worth           | Histoire locale         | web |
| Museum of the Islands                                                   | Pine Island Center   | Histoire locale         | web |
| Museum of Seminole County History                                       | Sanford              | Histoire locale         | web |
| Museum of Southern Histoire                                             | Jacksonville         | Histoire                | web |
| Museum of the Apopkans                                                  | Apopka               | Ethnique-Amérindien     | web |
| Museum of the Everglades                                                | Everglades City      | Histoire locale         | web |
| Museum of Weapons & Early American History                              | Saint Augustine      | Multi                   | |
| My Jewish Discovery Place Enfants Museum                                | Plantation           | Ethnique-Juif           | web |
| Naples Museum of Art                                                    | Naples               | Art                     | |
| Nathan H. Wilson Center for the Arts                                    | Jacksonville         | Art                     | web campus sud |
| National Armed Services & Police Memorial Museum                        | Dunedin              | Militaire               | web |
| National Museum of Naval Aviation                                       | Pensacola            | Aviation                | |
| National Vietnam War Museum                                             | Orlando              | Militaire               | web |
| Navy UDT-SEAL Museum                                                    | Fort Pierce          | Militaire               | |
| New Smyrna Museum of History                                            | New Smyrna Beach     | Histoire                | web |
| Norman Studios Silent Film Museum                                       | Jacksonville         | Divers                  | web |
| North Brevard Historical Museum                                         | Titusville           | Histoire locale         | |
| North Florida Community College Art Gallery                             | Madison              | Art                     | |
| North Pinellas Historical Museum                                        | Palm Harbor          | Histoire locale         | web |
| Norton Museum of Art                                                    | West Palm Beach      | Art                     | |
| Old Courthouse Heritage Museum, The                                     | Inverness            | Histoire locale         | web |
| Old Davie School Museum                                                 | Davie                | Histoire locale         | web |
| Old Deerfield School                                                    | Deerfield Beach      | Histoire locale         | |
| Old Dillard Museum                                                      | Fort Lauderdale      | Ethnique-Afro-Américain | web |
| Old Florida Museum                                                      | Saint Augustine      | Histoire locale         | web |
| Old Jail Museum                                                         | Saint Augustine      | Histoire locale         | |
| Old Town Hall History Center                                            | Melbourne Beach      | Histoire locale         | |
| Oldest House, The                                                       | Key West             | Maison historique       | web |
| Oldest House Museum Complex                                             | Saint Augustine      | Histoire locale         | web géré par la St. Augustine Historical Society, et inclut la Gonzalez-Alvarez House, un National Historic Landmark. |
| Oldest Store Museum                                                     | Saint Augustine      | Histoire locale         | |
| Oldest Wooden Schoolhouse                                               | Saint Augustine      | Histoire locale         | |
| Olustee Battlefield Historic State Park                                 | Olustee              | Histoire locale         | web |
| Orange County Regional History Center                                   | Orlando              | Histoire locale         | |
| Orlando Fire Museum                                                     | Orlando              | Pompier                 | web |
| Orlando Museum of Art                                                   | Orlando              | Art                     | |
| Orlando Science Center                                                  | Orlando              | Science                 | |
| Ormond Memorial Art Museum and Gardens                                  | Ormond Beach         | Art                     | web avec un jardin botanique.                                                                                         |
| Osceola Center for the Arts                                             | Kissimmee            | Art                     | web |
| Osceola County Pioneer Village and Museum                               | Kissimmee            | Histoire locale         | web |
| Palm Beach Maritime Museum                                              | Palm Beach           | Maritime                | web |
| Palm Beach Photographic Centre                                          | Delray Beach         | Photographie            | web |
| Palm Cottage                                                            | Naples               | Histoire locale         | web |
| Panama Canal Museum                                                     | Seminole             | Maritime                | web |
| Panhandle Pioneer Settlement                                            | Blountstown          | Histoire vivante        | web |
| Pasco Arts Center                                                       | Holiday              | Arts, Histoire locale   | |
| Paynes Creek Historic State Park                                        | Bowling Green        | Histoire locale         | web |
| Pena-Peck House                                                         | Saint Augustine      | Maison historique       | web |
| Pensacola Historical Museum                                             | Pensacola            | Histoire locale         | web |
| Pensacola Museum of Art                                                 | Pensacola            | Art                     | |
| Pérez Art Museum                                                        | Miami                | Art                     | |
| Pier Aquarium                                                           | St. Petersburg       | Science                 | web |
| Pioneer Florida Museum and Village                                      | Dade City            | Histoire vivante        | web |
| Pioneer Heritage Museums                                                | Plant City           | Histoire locale         | web |
| Pioneer Settlement for the Creative Arts                                | Barberville          | Histoire locale         | web |
| Pirate Soul Museum                                                      | Key West             | Histoire locale         | web |
| Plantation Historical Museum                                            | Plantation           | Histoire locale         | Contains artifacts & archives relating to the area.                                                                   |
| Plumb House Museum                                                      | Clearwater           | Maison historique       | |
| Polk Community College Art Gallery                                      | Winter Haven         | Art                     | |
| Polk County Historical Museum                                           | Bartow               | Histoire locale         | |
| Polk Museum of Art                                                      | Lakeland             | Art                     | |
| Ponce de Leon Inlet Light                                               | Daytona Beach        | Phare                   | |
| Potter's Wax Museum                                                     | Saint Augustine      | Divers                  | |
| Powel Crosley Museum                                                    | Bradenton            | Maison historique       | web |
| Presidents Hall of Fame                                                 | Clermont             | Divers                  | web |
| Putnam Historic Museum                                                  | Palatka              | Histoire locale         | |
| Railroad Museum of South Florida                                        | Fort Myers           | Chemin de fer           | web |
| Ransom Arts Center at Eckerd College                                    | St. Petersburg       | Art                     | web |
| Musée d'Art John et Mable Ringling                                      | Sarasota             | Art                     | |
| Ripley's Believe It or Not! Museum                                      | Saint Augustine      | Divers                  | |
| Rookery Bay National Estuarine Research Reserve                         | Naples               | Science                 | web |
| Royellou Museum                                                         | Mount Dora           | Histoire locale         | |
| Rubell Family Collection                                                | Miami                | Art                     | web |
| Safety Harbor Museum of Regional History                                | Safety Harbor        | Histoire locale         | web |
| Salvador Dali Museum                                                    | St. Petersburg       | Art                     | |
| Sample-McDougald House                                                  | Pompano Beach        | Maison historique       | web |
| Samuel P. Harn Museum of Art                                            | Gainesville          | Art                     | |
| San Carlos Institute                                                    | Key West             | Ethnique-Cubain         | web |
| San Marcos de Apalache Historic State Park                              | Tallahassee          | Histoire locale         | web |
| Sanford Museum                                                          | Sanford              | Multi                   | web |
| Sarasota Classic Car Museum                                             | Sarasota             | Automobile              | |
| Scarfone/Hartley Gallery                                                | Tampa                | Art                     | web à l'Université de Tampa.                                                                                          |
| Schoolhouse Enfants Museum                                              | Boynton Beach        | Enfants                 | web |
| Science Center of Pinellas County                                       | St. Petersburg       | Multi                   | web |
| Seaforth Ecossais Museum & Antiques                                     | Dunedin              | Ethnique-Ecossais       | |
| Sebastian Fishing Museum                                                | Melbourne Beach      | Industrie               | web |
| Selby Gallery                                                           | Sarasota             | Art                     | web à la Ringling School of Art & Design.                                                                             |
| Seminole County Public Schools Student Museum                           | Sanford              | Enfants                 | web |
| Silver River Museum and Environmental Center                            | Ocala                | Multi                   | web |
| Society of the Four Arts                                                | Palm Beach           | Art                     | web |
| Sojourner Truth Library Museum                                          | Jacksonville         | Ethnique-Afro-Américain | web |
| South Florida Community College Museum of Florida Art and Culture       | Avon Park            | Art                     | web |
| South Florida Museum                                                    | Bradenton            | Science                 | web |
| South Florida Railway Museum                                            | Deerfield Beach      | Chemin de fer           | web |
| South Florida Science Museum                                            | West Palm Beach      | Science                 | |
| Southeast Museum of Photographie                                        | Daytona Beach        | Photographie            | |
| Southwest Florida Museum of History                                     | Fort Myers           | Histoire                | web |
| Spady Cultural Heritage Museum                                          | Delray Beach         | Ethnique-Afro-Américain | web |
| Spanish Militaire Hospital Museum                                       | Saint Augustine      | Médecine                | web |
| St. Augustine Phare & Museum                                            | Saint Augustine      | Phare                   | |
| St. Cloud Heritage Museum                                               | St. Cloud            | Histoire locale         | web |
| St. Lucie County Historical Museum                                      | Fort Pierce          | Histoire locale         | |
| St. Petersburg Museum of History                                        | St. Petersburg       | Multi                   | web |
| St. Photios Greek Orthodox National Shrine                              | Saint Augustine      | Histoire locale         | web |
| State Civilian Conservation Corps (CCC) Museum                          | Sebring              | Histoire                | web fait partie du Highlands Hammock State Park.                                                                      |
| Stephen Foster Folk Culture Center State Park                           | White Springs        | Histoire locale         | web |
| Stranahan House                                                         | Fort Lauderdale      | Maison historique       | web |
| Stuart Heritage Museum                                                  | Stuart               | Histoire locale         | |
| Suwannee County Historical Museum                                       | Live Oak             | Histoire locale         | web |
| T.T. Wentworth, Jr. Florida State Museum                                | Pensacola            | Histoire locale         | |
| Tallahassee Museum                                                      | Tallahassee          | Histoire vivante        | web |
| Tampa Bay Automobile Museum                                             | Pinellas Park        | Automobile              | web |
| Tampa Bay History Center                                                | Tampa                | Histoire locale         | web |
| Tampa Fire Fighters Museum                                              | Tampa                | Pompier                 | web également appelé Tampa Firefighters Museum.                                                                       |
| Tampa Museum of Art                                                     | Tampa                | Art                     | |
| Tampa Police Museum                                                     | Tampa                | Police                  | |
| Tarpon Springs Area Historical Society                                  | Tarpon Springs       | Histoire locale         | web |
| Tarpon Springs Cultural Center                                          | Tarpon Springs       | Art                     | web |
| Tarpon Springs Heritage Museum                                          | Tarpon Springs       | Histoire locale         | web |
| Teddy Bear Museum of Naples                                             | Naples               | Divers                  | Fermé en 2005. |
| Thomas Center Galleries                                                 | Gainesville          | Art                     | web |
| Tom Gaskins Cypress Knee Museum                                         | Palmdale             | Divers                  | Fermé en 2000. |
| Torreya State Park/Gregory House                                        | Bristol              | Maison historique       | web |
| Tragedy in U.S. History Museum                                          | Saint Augustine      | Divers                  | web Fermé en 1998. |
| Treasures of Madison County                                             | Madison              | Histoire locale         | |
| Tree Hill Nature Center                                                 | Jacksonville         | Science                 | web |
| Turtle Kraals Museum                                                    | Key West             | Histoire locale         | |
| United in Elian House                                                   | Miami                | Ethnique-Cubain         | |
| University of Central Florida Art Gallery                               | Orlando              | Art                     | web |
| University of Florida Galleries                                         | Gainesville          | Art                     | web |
| University of South Florida Contemporary Art Museum                     | Tampa                | Art                     | web |
| University of West Florida Art Gallery                                  | Pensacola            | Art                     | web |
| Useppa Museum                                                           | Bokeelia             | Histoire locale         | web |
| Valiant Air Command Warbird Museum                                      | Titusville           | Militaire               | web |
| Venice Art Center                                                       | Venice               | Art                     | web |
| Vero Beach Museum of Art                                                | Vero Beach           | Art                     | web |
| Visual Arts Center of Northwest Florida                                 | Pensacola            | Art                     | web |
| Villa Vizcaya                                                           | Miami                | Maison historique       | web |
| Von Liebig Art Center, The                                              | Naples               | Art                     | web |
| Walton County Heritage Museum                                           | DeFuniak Springs     | Histoire locale         | web |
| Washington County Historical Museum                                     | Chipley              | Histoire locale         | web |
| Waterhouse Residence and Carpentry Shop Museums                         | Maitland             | Maison historique       | |
| Weeks Air Museum                                                        | Miami                | Aviation                | Fermé en 1995. |
| West Florida Railroad Museum                                            | Milton               | Chemin de fer           | web |
| West Pasco Historical Society Museum and Library                        | New Port Richey      | Histoire locale         | web |
| Wings of Freedom Aviation Museum                                        | Ocala                | Aviation                | web |
| Wings Over Miami Museum                                                 | Miami                | Aviation                | web |
| Winter Garden Heritage Museum                                           | Winter Garden        | Histoire locale         | web |
| Winter Park Historical Association and Museum                           | Winter Park          | Histoire locale         | web |
| Wolfsonian-FIU                                                          | Miami                | Multi                   | web à l'université internationale de Floride.                                                                         |
| World Erotic Art Museum                                                 | Miami                | Art                     | web |
| World Golf Hall of Fame                                                 | Saint Augustine      | Hall of fame            | web |
| Ximenez-Fatio House                                                     | Saint Augustine      | Maison historique       | web |
| Ybor City Museum State Park                                             | Tampa                | Histoire locale         | web |
| Yesteryear Village                                                      | West Palm Beach      | Histoire locale         | South Florida Fair.                                                                                                   |
| Young At Art Enfants Museum                                             | Davie                | Enfants                 | web |
| Zephyrhills Depot Museum                                                | Zephyrhills          | Chemin de fer           | web et histoire locale.                                                                                               |
| Zora Neale Hurston National Museum of Fine Arts                         | Eatonville           | Art                     | web |

## Galerie

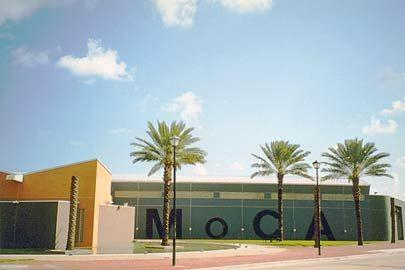
Musée d'art contemporain Miami
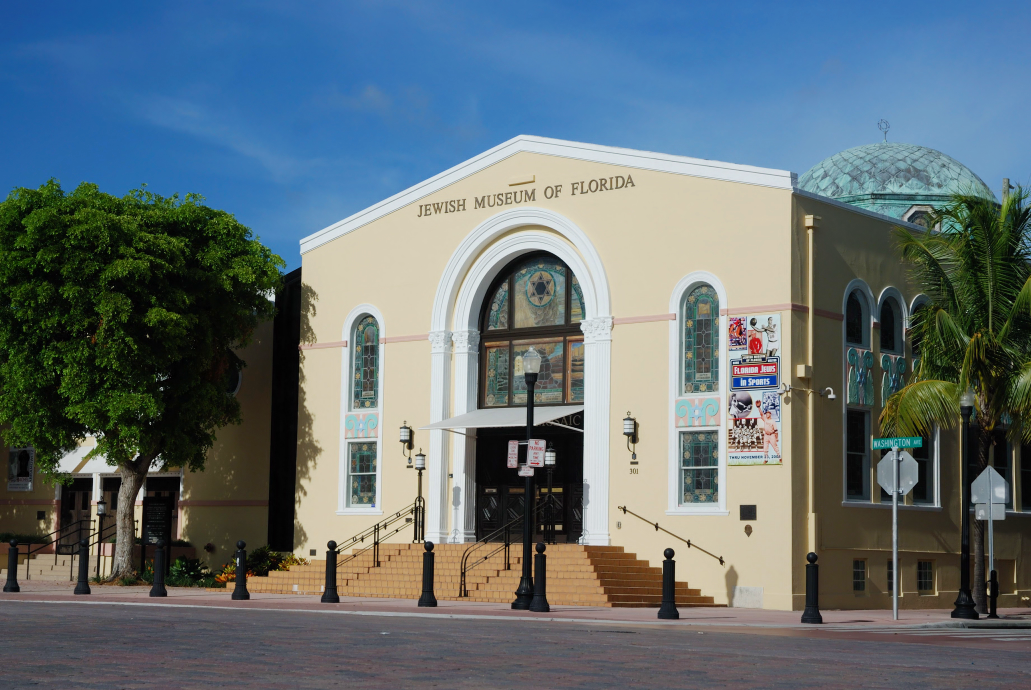
Jewish Museum of Florida Miami
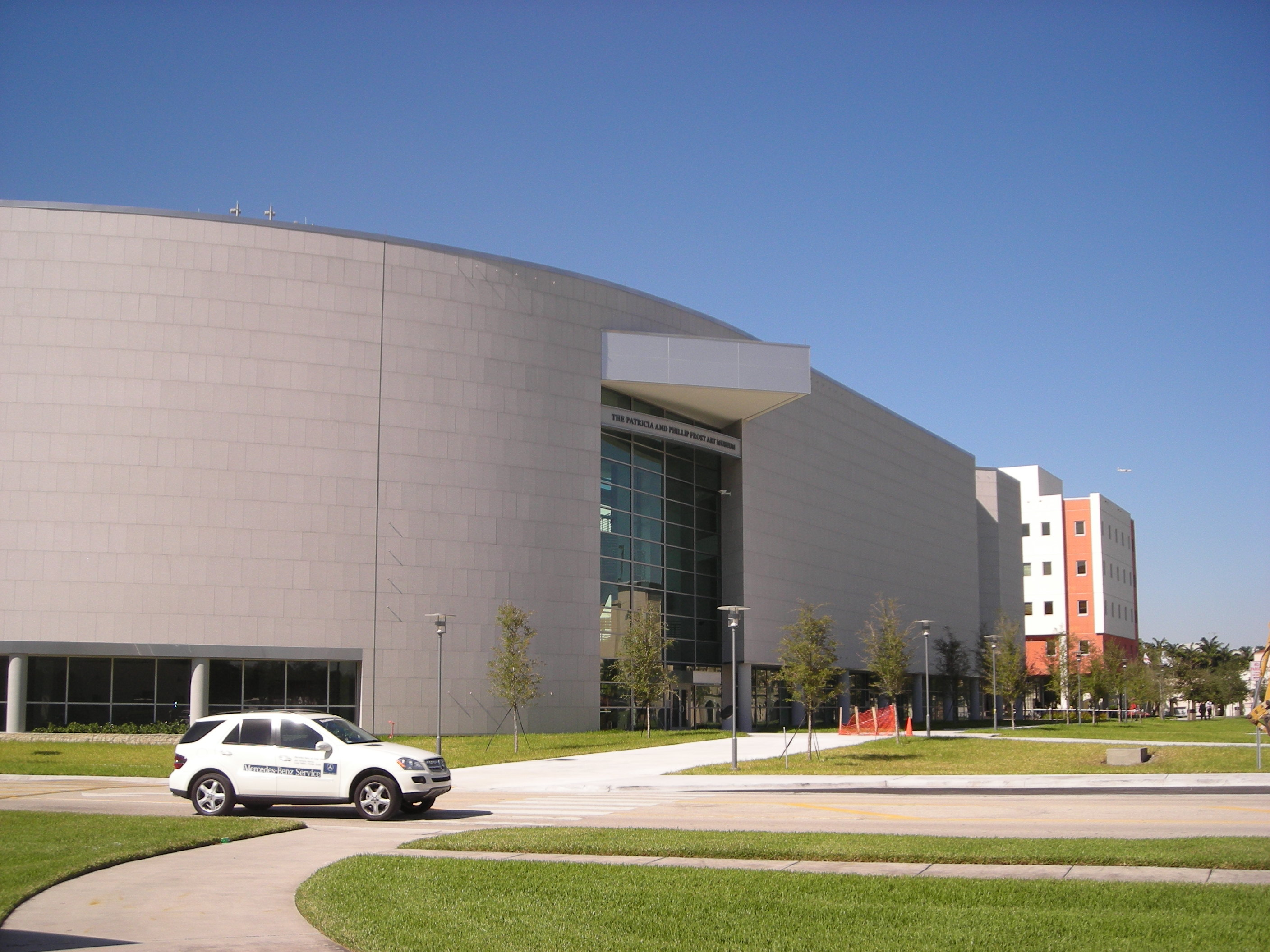
Frost Art Museum, FIU, Miami
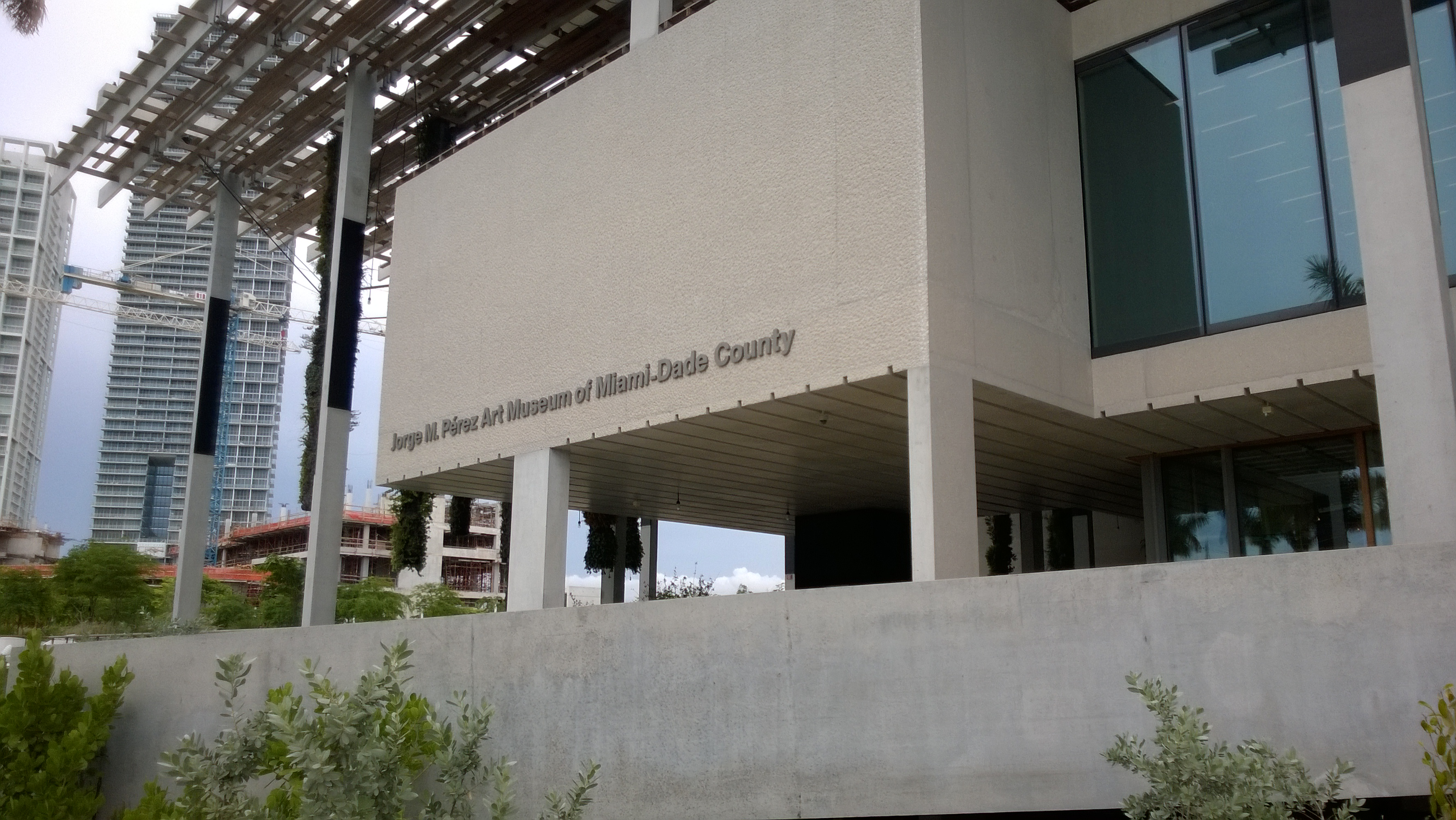
Pérez Art Museum Miami
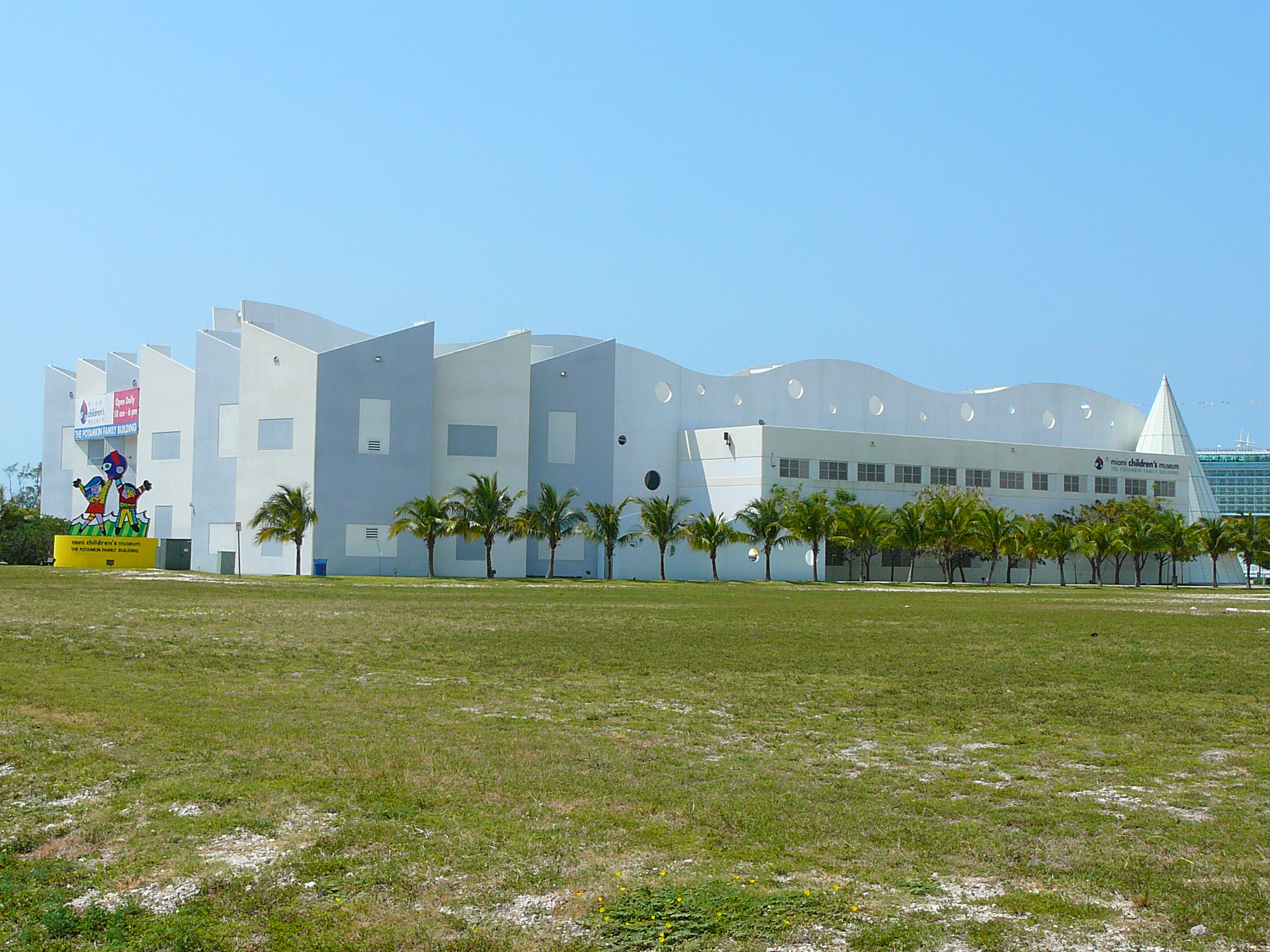
Miami Children's Museum Miami
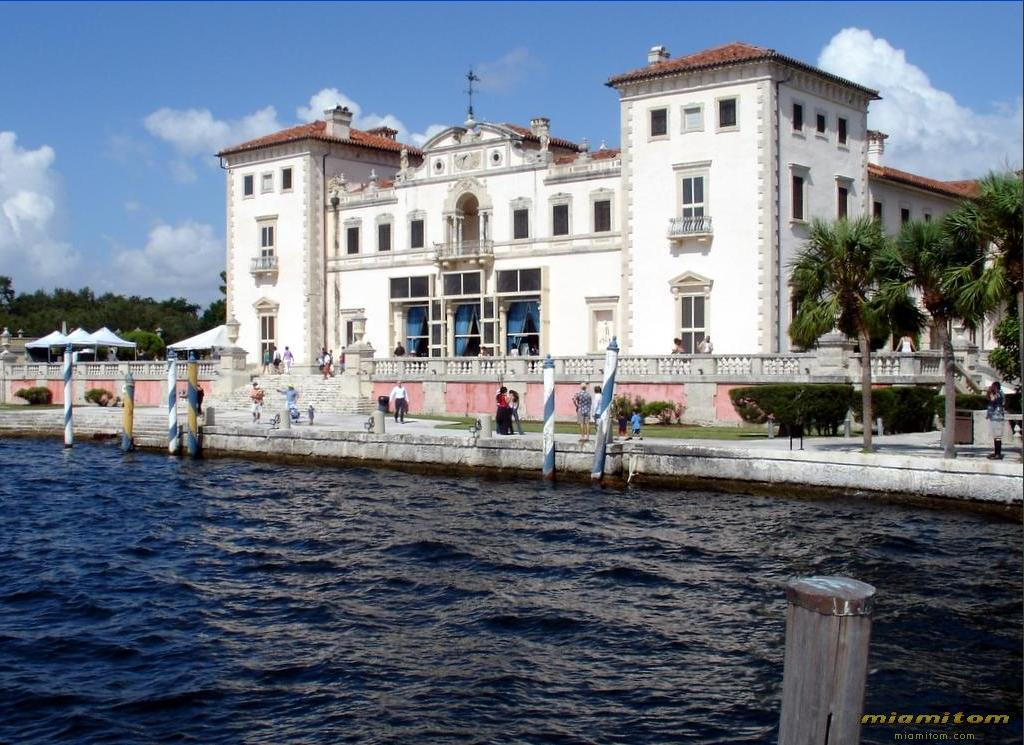
Villa Vizcaya Miami
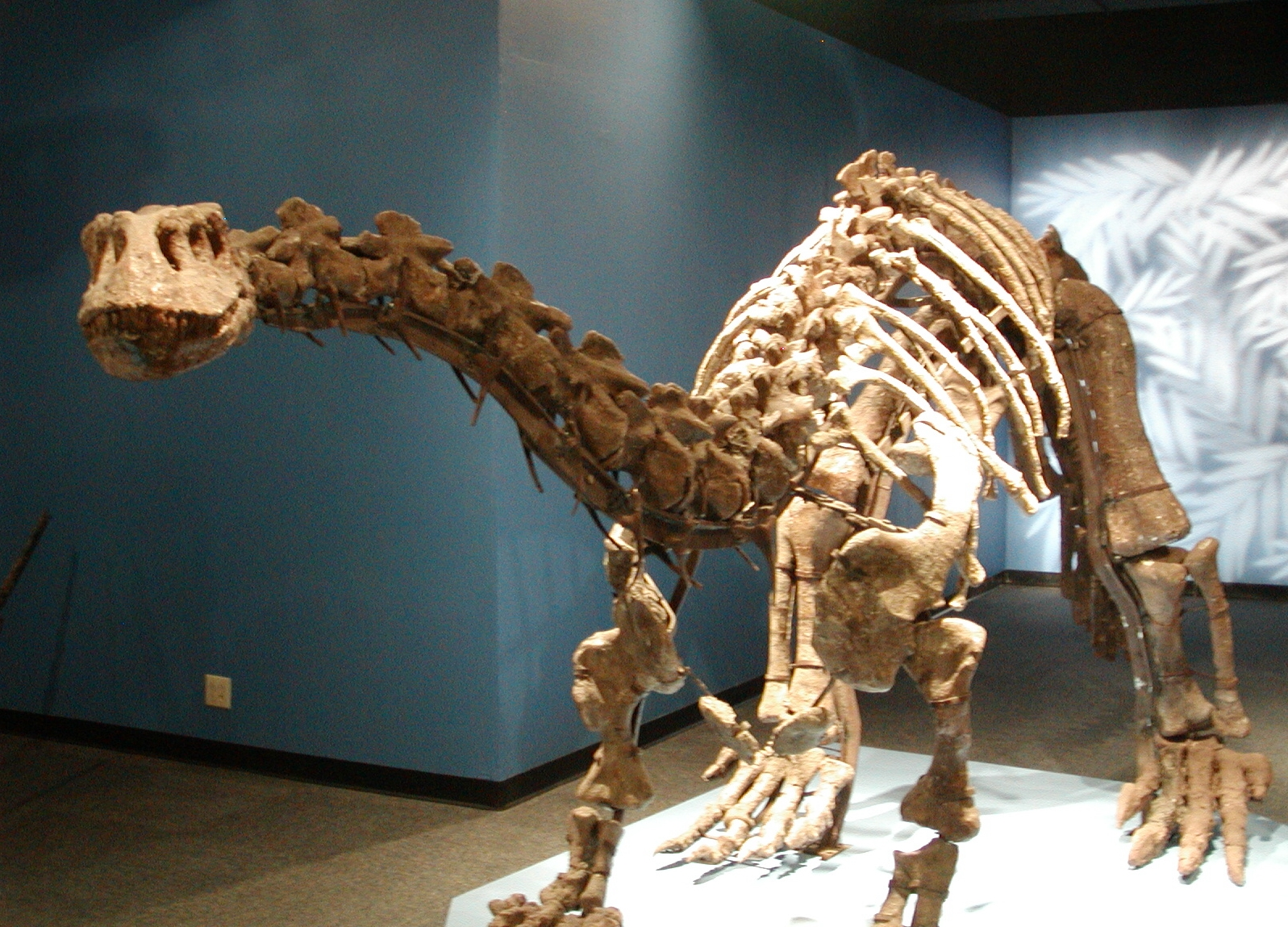
Miami Science Museum Miami
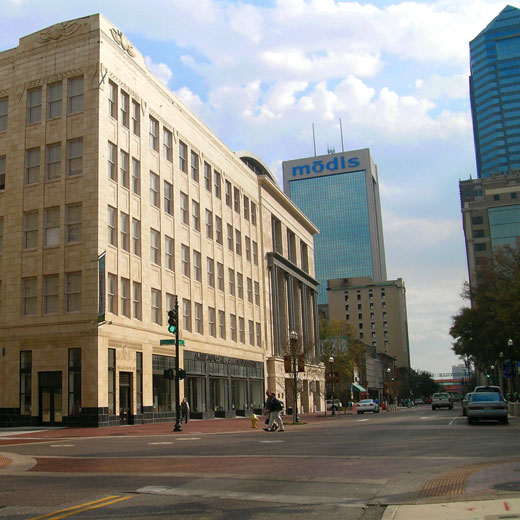
Musée d'art contemporain de Jacksonville Jacksonville
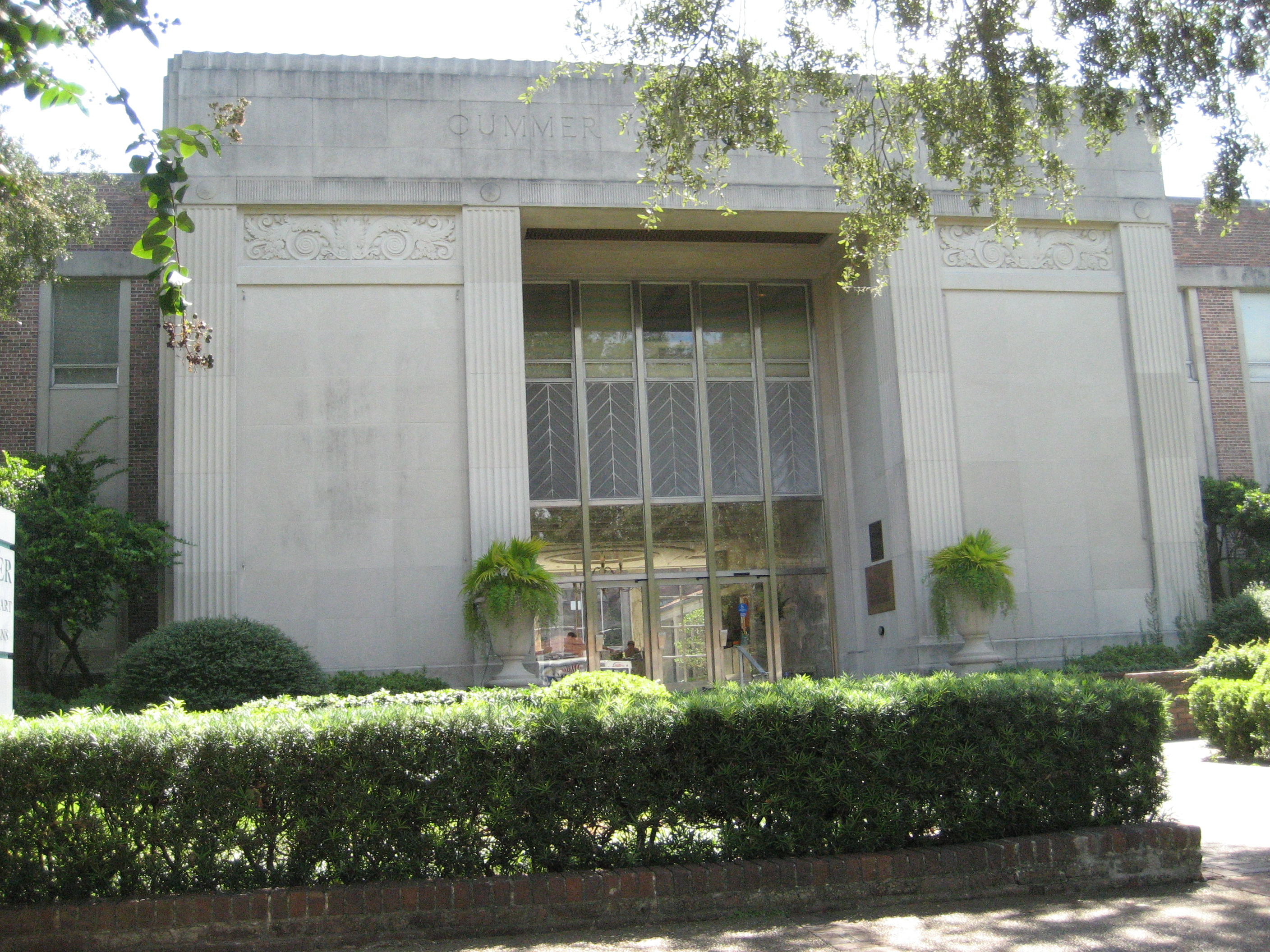
Musée d'Art et jardins de Cummer Jacksonville
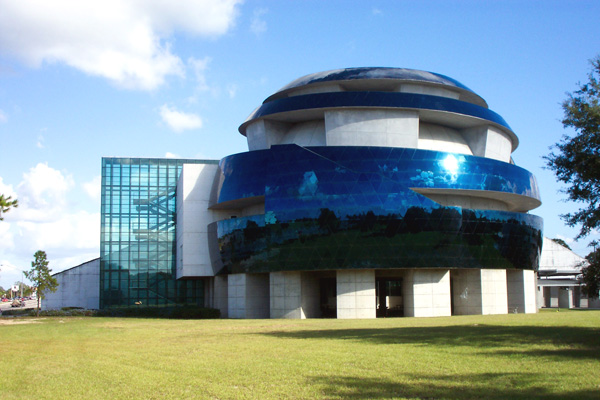
Museum of Science & Industry Tampa
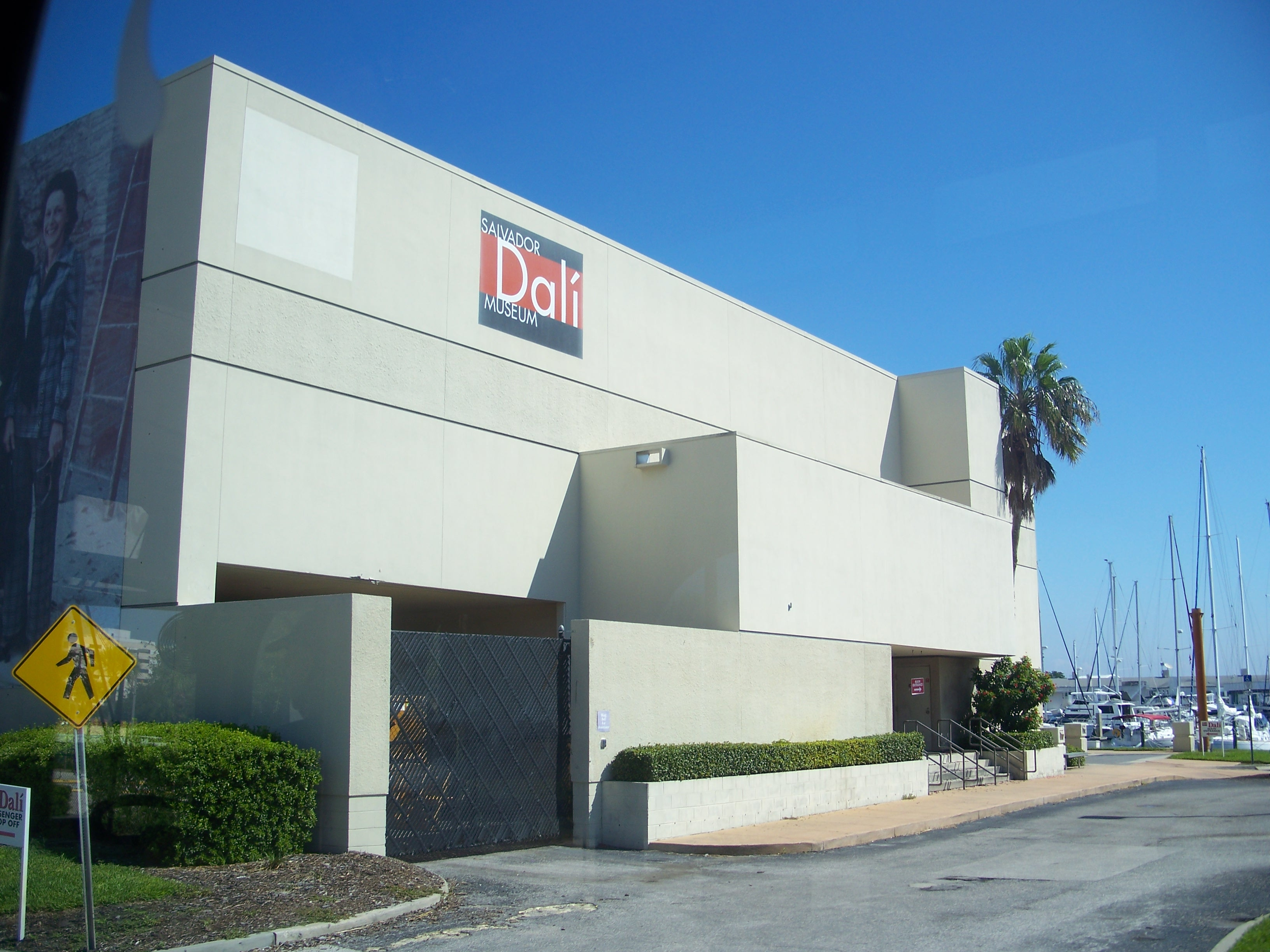
Salvador Dali Museum St. Petersburg
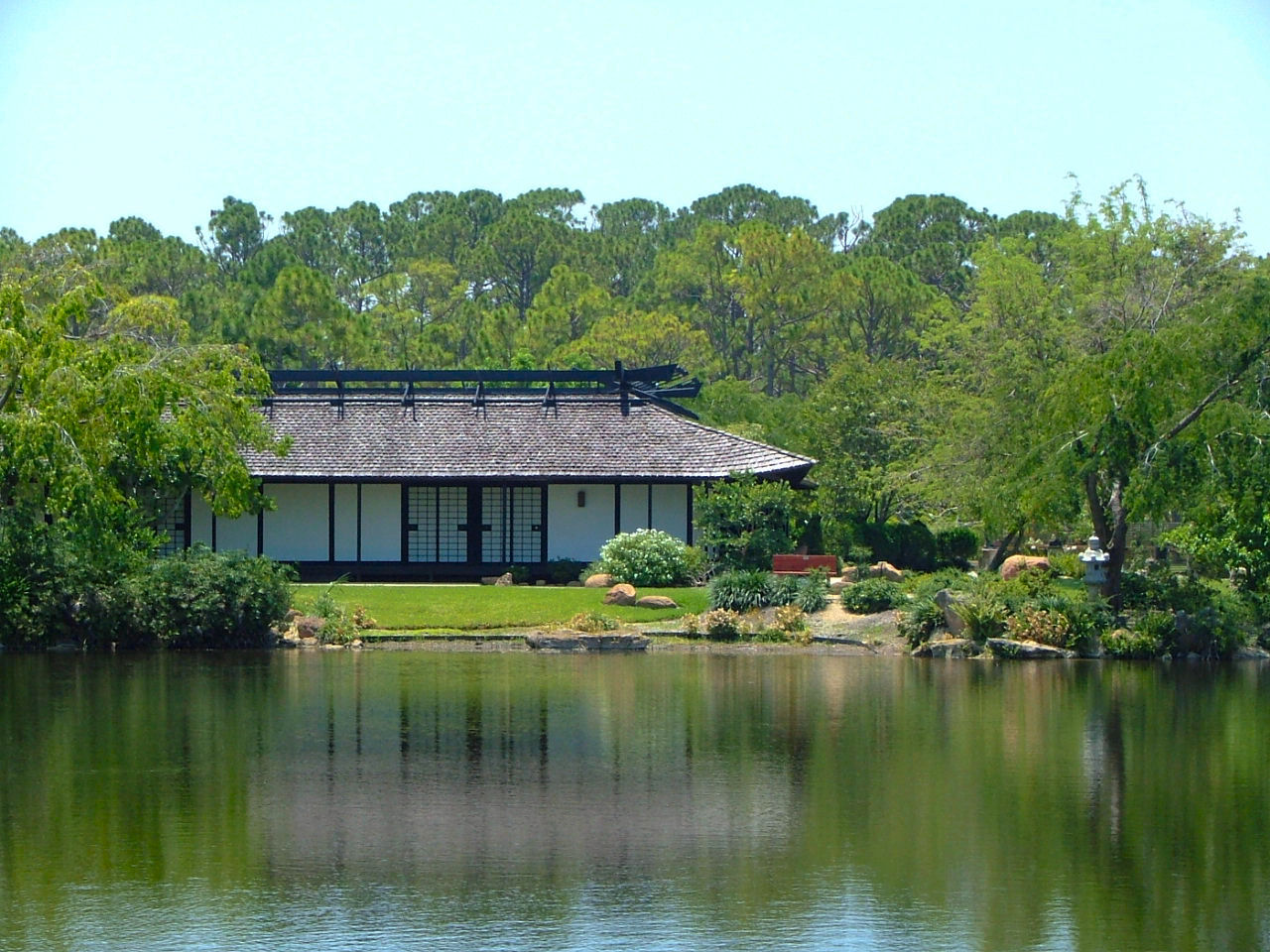
Musée Morikami Delray Beach
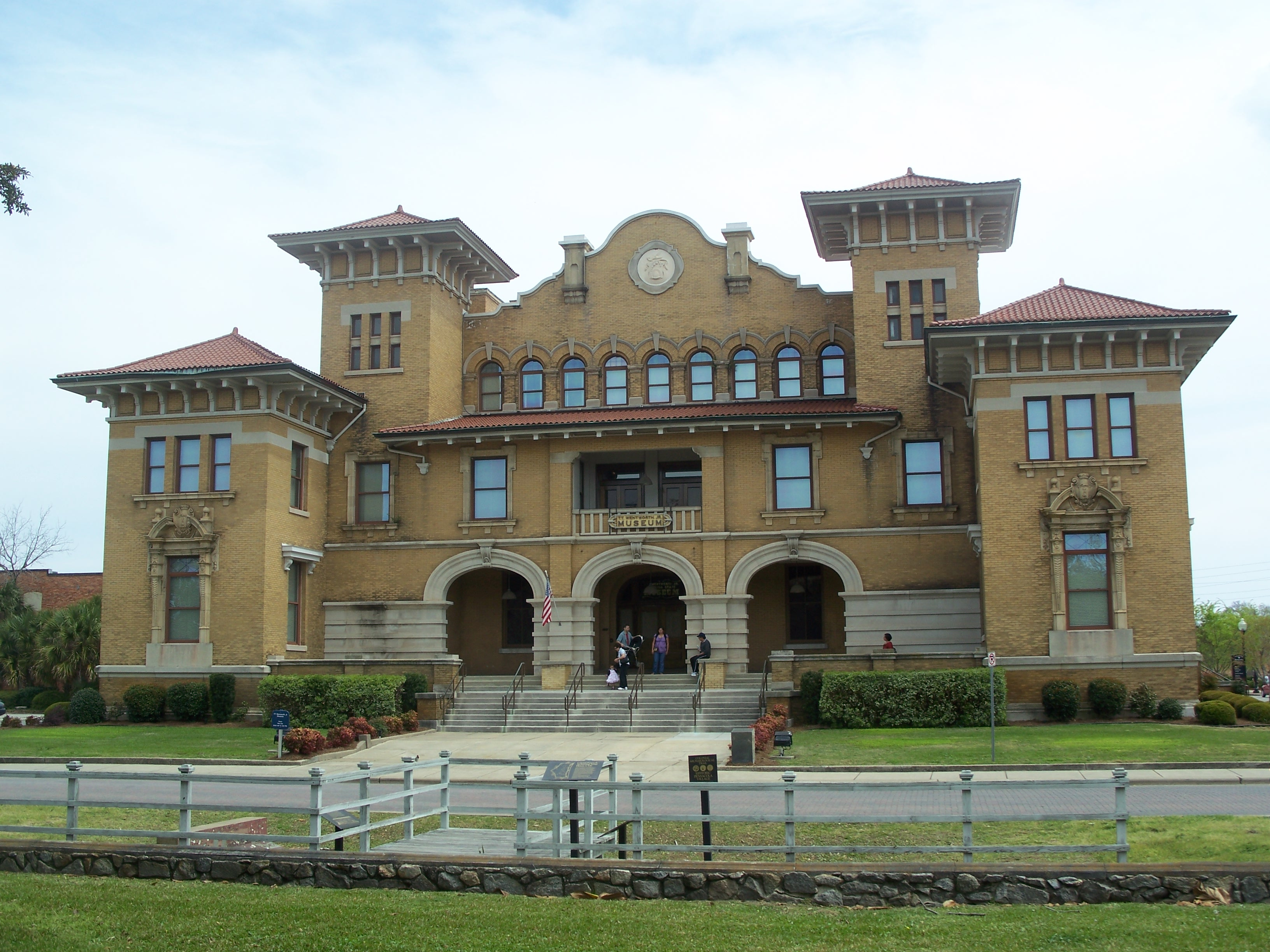
T.T. Wentworth Jr. Florida State Museum Pensacola
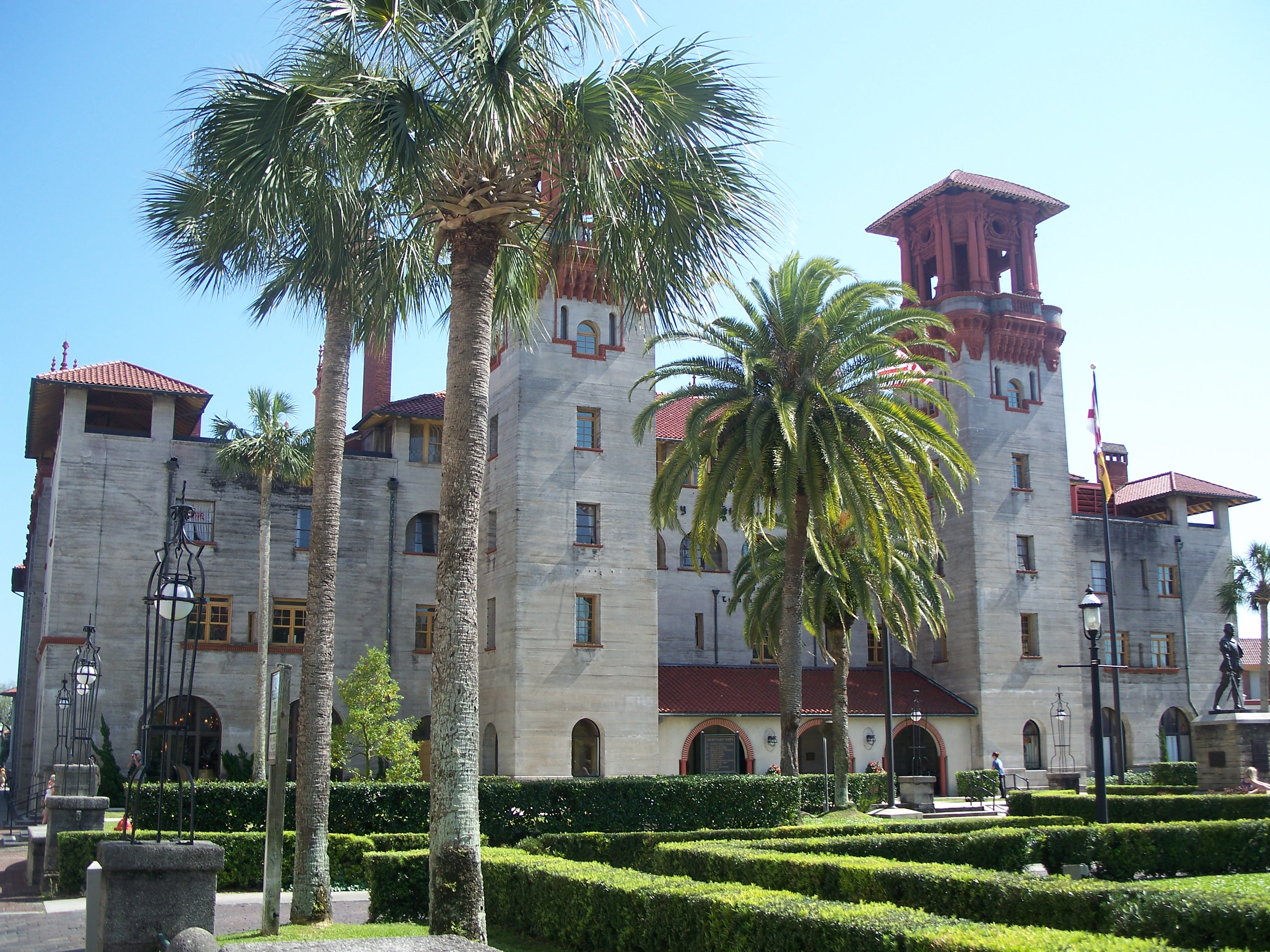
Lightner Museum Saint Augustine
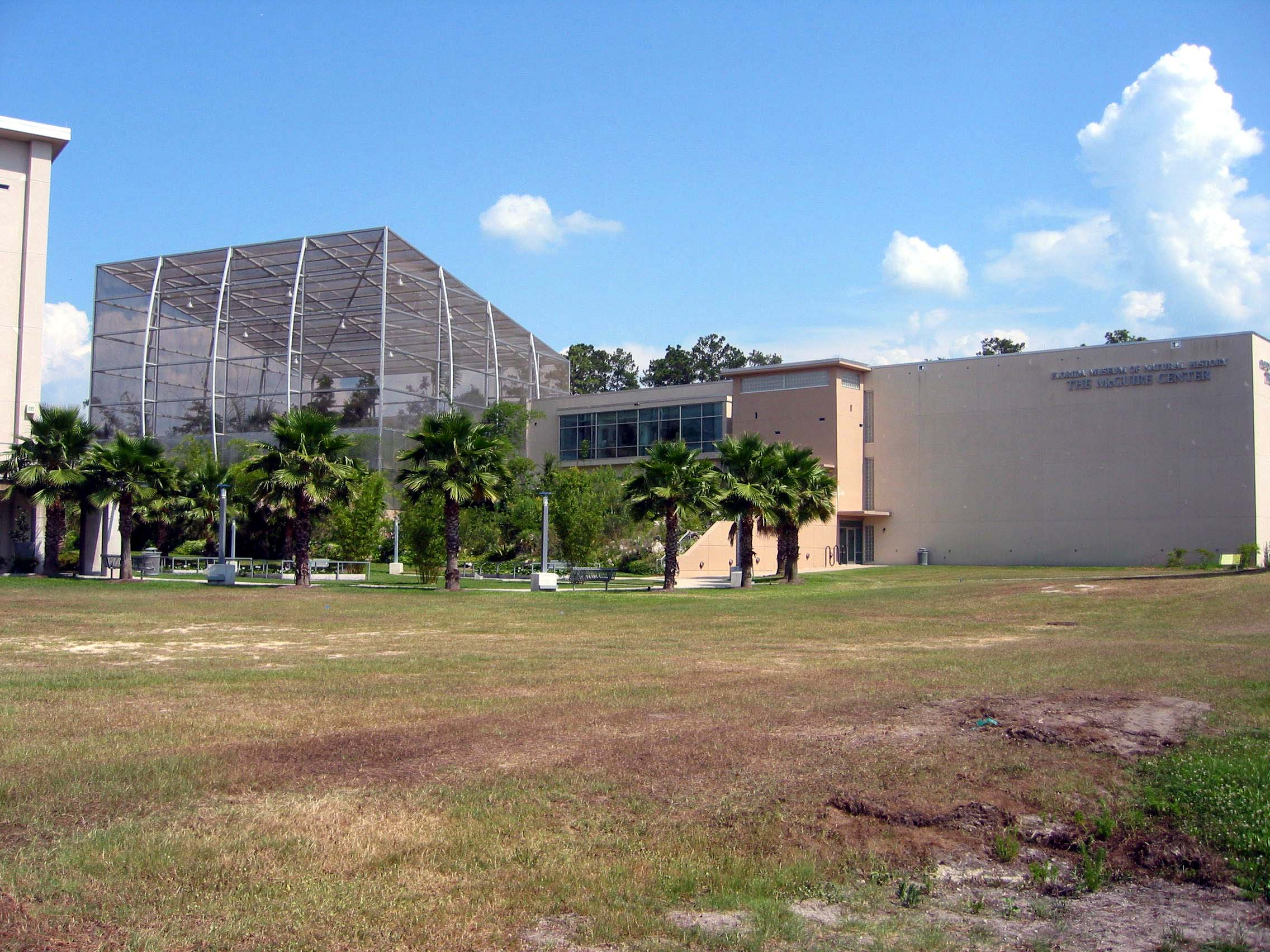
Florida Museum of Natural History Gainesville
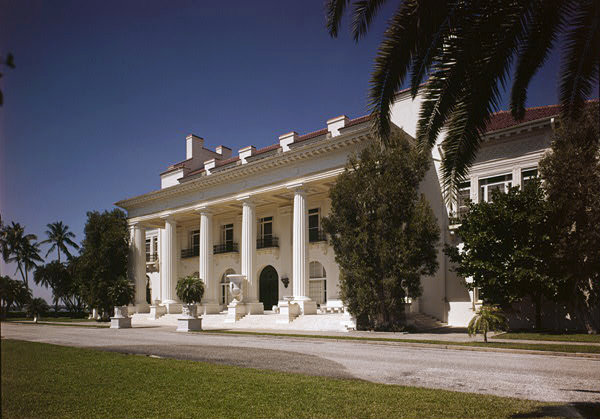
Flagler Museum Palm Beach